# Sia (geslacht)
Sia is een geslacht van rechtvleugeligen uit de familie Stenopelmatidae. De wetenschappelijke naam van dit geslacht is voor het eerst geldig gepubliceerd in 1861 door Giebel.

## Soorten
Het geslacht Sia omvat de volgende soorten:
- Sia canus Péringuey, 1916
- Sia kuhlgatzi Karny, 1910
- Sia pallidus Walker, 1869
- Sia pinguis Walker, 1869
- Sia ferox Giebel, 1861
- Sia incisa Karny, 1926